# Владимир Велебит
Владимир Влатко Велебит (Задар, 19. август 1907 — Загреб, 29. август 2004) био је учесник Априлског рата и Народноослободилачке борбе, резервни официр Југословенске војске, правник, дипломата, амбасадор СФРЈ и извршни секретар Европске економске комисије од 1960. до 1967. године.

## Биографија
Рођен је 19. августa 1907. године у Задру. Његов отац је коњички бригадни генерал Краљевине Југославије Љубомир Велебит, деда аустријски генерал Душан Велебит, прадеда аустријски официр Илија Велебит. Његови преци српског су порекла из села Горња Пастуша на Банији у некадашњој Војној крајини и генерацијама су били високи официри аустријске и аустроугарске војске, док су им супруге скоро искључиво биле католичке вероисповести. Отац Владимира Велебита је био официр најпре аустроугарске, а затим југословенске војске, а мајка Олга, кћерка аустроугарског пуковника словеначког порекла Франца Шемеа, тадашња позната тенисерка. Очева мајка је Јелисавета Марно фон Ајхенхорст, кћерка аустријског генерала Адолфа Марно фон Ајхенхорста. Отац Љубомир није служио у војсци НДХ, и прогоњен од усташа, провео је заједно са женом рат у Загребу, и једно време 1944—1945 у затвору Лепоглава . Владимир Велебит имао је сестру Ксенију која се 1931. удала за коњичког потпуковника Војислава Петровића. Касније је била предавач на Филозофском факултету у Загребу. Владимир Велебит је са супругом Вером Бецић, кћерком хрватског сликара Владимира Бецића имао синове Владимира и Душана (Душка). Његов син др. Владимир Велебит је кардиохирург у Швајцарској и има два сина - Владимира и Николу.
Школовање је започео у Темишвару, на немачком језику, а затим је након почетка Првог светског рата, 1914. године, прешао у Трст, а потом у Беч, где похађа приватну школу на француском језику. Након завршетка Првог светског рата и пропасти Аустроугарске монархије, 1918. године, породица му се сели у Загреб. Владимир је тада знао свега стотињак речи српско-хрватског језика и морао је уложити велики напор да би наставио школовање. Породица се касније сели у Чаковец, а затим у Вараждин, где је Владимир матурирао 1925. године. Следећи очев пут након матуре завршио школу за резервне коњичке официре у Чаковцу 1927. године и био је произведен у чин резервног коњичког потпоручника. Кратко време службовао је у 8. коњичком пуку Југословенске војске. Право је студирао на Правном факултету у Загребу, а 1929. године одлази на усавршавање у Париз, где је срео свог великог пријатеља др. Милана Иванковића. Након Париза, Велебит се враћа у Загреб, где је 1931. године дипломирао, a 1933. докторирао право.
После полагања судачког и адвокатског испита, радио је као приправник Окружног суда у Нишу. Под оптужбом да је као студент био левичар, пребачен је из Ниша у Лесковац. У Лесковцу Велебит се повезује са члановима КПЈ и учествује у оснивању опозиционог листа „Лесковачке недељне новине“, због чега је касније пребачен у Приштину. Тамо је основао читалачку групу, која се састајала у његовој соби, читала марксистичке књиге и расправљала о политици. Због тога је срески начелник наредио претрес Владимирове собе, али без успеха јер је сва нађена литература била легална. Касније постаје шеф среског суда у Кичеву, а касније је премештен у Шид, где успоставља везе са члановима илегалне КПЈ. Међу њима је била и Херта Хас (Титова друга жена), тада студент Економске високе школе у Загребу.
Године 1937. напушта посао судије и постаје адвокат у Загребу. Пошто је све више почео да сарађује с комунистима, почиње да обавља посао курира и преноси илегалне поруке у иностранство. Године 1939. у Истанбулу среће генералног секретара КПЈ Јосипа Броза Тита. Тито га је, увидевши његову интелигенцију, примио у чланство Комунистичке партије Југославије.
У Загребу је радио као помоћник Јосипа Копинича, агента Коминтерне у Загребу. Велебит је набавио радио-станицу, којом је је током 1940. године, из Загреба успостављена веза с Москвом. Радио-станица, коју је Велебит организовао, функционисала је читаво време рата и никада није била откривена.

### Народноослободилачка борба
После окупације Краљевине Југославије, Велебит је радио као илегални политички радник НОП-а у Загребу под конспиративним именом др. Владимир Петровић. Пошто је био цењени адвокат пре рата, није имао проблема после успостављања Независне Државе Хрватске.
Марта 1942. године напушта Загреб и одлази у партизане. Тито га је примио у Врховни штаб, где је као Начелник војносудског одељења при Врховном штабу радио на организовању судова у НОВЈ. Заједно са Кочом Поповићем и Милованом Ђиласом, био је учесник Мартовских преговора с Немцима, 1943. године.
Јуна 1943. године постаје официр за везу са страним војним мисијама у НОВЈ. После погибије Иве Лоле Рибара, шефа прве војне мисије НОВЈ и члана Врховног штаба, 27. новембра 1943. године, Велебит преузима његову дужност и заједно са потпуковником Милојем Милојевићем, одлази на Блиски исток. После првих контаката са савезницима у Каиру, Велебит је упућен у Лондон, на наставак преговора. Тамо је разговарао са британским преговарачима Фицројем Маклејном и Вилијамом Дикином око признавања НОП-а. Маја 1944. године у Лондону се састаје са Винстоном Черчилом, a био је присутан и 12. августа 1944. приликом сусрета Тита и Черчила у Напуљу.

### Послератна каријера
У привременој влади Тито-Шубашић, марта 1945. године, био је постављен за помоћника министра иностраних послова ДФЈ. Био је један од кључних преговарача у тајној мисији у Вашингтону. Разговарао је са представницима САД о њиховој помоћи Југославији. По повратку у земљу био је помоћник министра иностраних послова ФНРЈ Станоја Симића, а водио је и преговоре са савезницима у вези Тршћанске кризе.
У марту 1948. године под совјетском оптужбом да је „енглески шпијун“, подноси оставку на место помоћника министра иностраних послова и води Комитет за угоститељство и туризам. За време резолуције Информбироа, Стаљин га је више пута осумњичио као „енглеског шпијуна“.
Године 1951. постаје амбасадор у Риму, а 1952. године у Лондону. Марта 1953. године припремио је прву Титову посету западу, као првог комунистичког државника који је посетио Уједињено Краљевство.
Од 1956. до 1960. године налазио се на разним пословима у Београду. На позив генералног секретара ОУН-а Дага Хамаршелда, постаје извршни секретар Европске економске комисије у Женеви. Ову дужност је обављао од 1960. до 1967. године, када одлази у пензију. Био је познат као вешт дипломата у међународним круговима. Као емисар „Кернеџијеве“ фондације у израелско-палестинском сукобу одрадио је последњи дипломатски задатак.
Почетком рата у бившој Југославији био је изложен претњама националиста, па се из Енглеске преселио у Загреб. Написао је две књиге: "Сећања" (1983) и "Тајне и замке Другог светског рата" (2002).
Преминуо је 29. августа 2004. године у загребачком клиничком центру „Ребро“. Сахрањен је 3. септембра 2004. на загребачком гробљу Мирогој.
У Југословенској војсци имао је чин резервног коњичког поручника док је у ЈНА био генерал-мајор у резерви.
Носилац је Партизанске споменице 1941. и других високих југословенских одликовања, међу којима су - Орденом партизанске звезде са златним венцем и Орденом заслуге за народ са златном звездом.